# Бронза

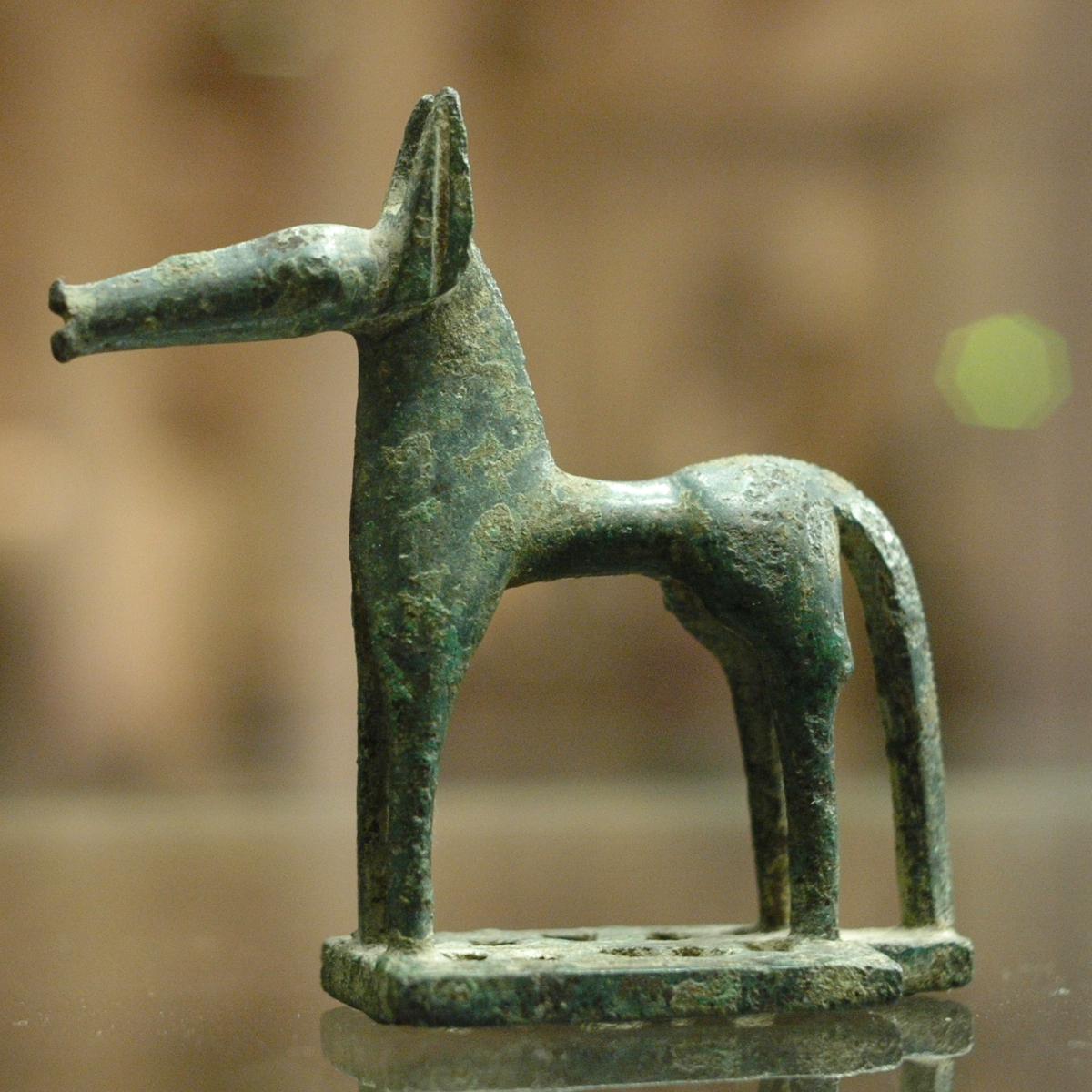
Бронзова статуетка з Олімпії. Кінь. 740 р. до н. е.

Бронза (стар. спиж) — сплав міді, зазвичай з оловом (як основний компонент), але до бронзи також відносять мідні сплави з алюмінієм, кремнієм, берилієм, свинцем та іншими елементами, за винятком цинку (це вже латунь), нікелю (це мельхіор), цинку разом з нікелем (це нейзільбер). Як правило, у будь-якому сплаві бронзи присутні у незначних кількостях добавки, такі як: цинк, свинець, фосфор та інші.
Частка олова у бронзах може становити від 1,25 до 10 %. Серед неметалів до складу бронзи найчастіше входить фосфор. Типова бронза має склад: 94,65 % — мідь, 5 % — олово, 0,35 % — фосфор. Фосфор надає бронзам додаткової пружності, твердості та збільшує стійкість до корозії. Температура плавлення бронзи перебуває в межах 990—1190 °С.

## Історія бронзи
Час появи бронзи суттєво відрізняється для окремих територій і перебуває в межах між початком IV тис. до н. е. (Кавказ, Мала Азія) та серединою II тис. до н. е. (Стародавній Китай).
Характерною властивістю міді є її відносна м'якість. Виробам з неї бракувало твердості кам'яних знарядь й гостроти їхніх лез. Задля отримання міцнішого металу давні гірники шукали відповідні руди, у яких мідь була б поряд із іншими речовинами, що поліпшували властивості мідного сплаву (бронзи). Пізніше руди таких металів (арсену, стибію, срібла, олова) почали видобувати окремо для додавання їх як лігатури в шихту мідної плавки.
З кінця V тис. до н. е. на території Південного Кавказу починається освоєння арсенових, а тисячоліттям пізніше — стибієвих руд, сплави яких із міддю відкрили епоху нового матеріалу — бронзи. На Близькому Сході та в Середземномор'ї домінували якісніші сплави міді з оловом (частка останнього становила від 5 до 15 %). Олов'яна руда (каситерит) була відкрита на північному заході Піренейського півострова в першій половині III тис. до н. е. (за поширеною гіпотезою — експедиціями шукачів золота з Стародавнього Єгипту). Надалі багаті родовища каситериту були знайдені в кількох регіонах Піренейського півострова (Астурія, Рибадео, басейни річок Міньйо, Тахо, Гвадалквівір). Ще одним потужним центром давнього видобутку олова стала територія сучасної південно-західної Англії (Корнуолл).
Оскільки багаті мідноносні провінції (Південний Кавказ, Мала та Середня Азія) були бідні на олово, то в пошуках цього матеріалу на територію Південної й Центральної Європи багаторазово вторгалися експедиції східних народів. Виявити олово їм не вдалося, але пощастило знайти багаті поклади міді на Балканах, у Карпатах і Альпах. Значно віддалені від основних мідних промислів родовища олова підпали під контроль тогочасних «повелителів морів» — фінікійців, які мали найкращий флот і вели міжнародну торгівлю металами.

## Арсенова бронза
Дослідженнями 1960-х років було встановлено, що багато давніх мідних та бронзових предметів, знайдених у різних регіонах Старого світу, виготовлено не з чистої міді, а з мідно-арсенових сплавів.
Найдавнішим свідоцтвом того, що людина використовувала такий метал, є знахідки в докерамічному неолітичному оселищі на пагорбі Чайоню-Тепесі в Південно-Східній Анатолії (у верхів'ях річки Тигр). Металеві вироби було знайдено в нашаруваннях пагорба, вік яких за радіовуглецевим датуванням становить 9200 ± 200 і 8750 ± 250 років до н. е. Це були дротяні шпильки, чотиригранне шило, свердла, намиста та їхні «напівфабрикати» з міді, а також непросвердлені, але добре оброблені намистини. Було висловлене припущення, що всі металеві предмети виготовлені із самородної міді. Однак спектральний аналіз шила показав вміст близько 0,8 % арсену, що викликає певні сумніви у самородному походженні міді.
Одна з найдавніших знахідок арсенової міді належить до середини V тисячоліття до н. е. у стародавньому пам'ятнику Тепе-Ях'я, на південному сході Ірану. У Закавказзі предмети з мідно-арсенових сплавів з'явилися з IV тисячоріччя до н. е. Предмети, виготовлені з мідно-арсенових сплавів, знайдено також у Німеччині, Іспанії, Португалії починаючи з III тисячоріччя до н. е. У тих областях, де не було родовищ олов'яних руд, арсенову мідь продовжували виробляти у великій кількості до початку I тис. до н. е.
Арсен у мідних сплавах поліпшував їхні фізико-механічні властивості. Наявність у міді 0,5 % арсену поліпшує її ковкість у холодному стані, дає можливість одержати щільніші виливки у рельєфних ливарних формах. Без присадок арсену або інших легуючих елементів це є складним завданням. Крім того, у порівнянні з чистою міддю, що плавиться при температурі 1083 °C, мідь, легована арсеном, плавиться при нижчій температурі, що залежить від вмісту арсену в сплаві. Те ж саме стосується і твердості арсенової міді, яка в результаті клепання різко підвищується. Предмети з арсенової бронзи легко піддаються холодному куванню і за твердістю мало поступаються олов'яній бронзі (твердість кованої арсенової бронзи в умовних одиницях, за Віккерсом, від 100 до 245, олов'яної — від 116 до 252). Зі збільшенням вмісту арсену до 8 % пластичність арсенової міді не гіршає, на відміну від мідно-олов'яного сплаву, але вище цієї межі пластичність падає і сплав стає крихким.
Таким чином, арсенова бронза за багатьма фізико-механічних властивостями не поступається різним типам мідно-олов'яних сплавів. Колір арсенової міді буває від білого до червонуватих і золотавих відтінків.

## Олов'яна бронза
Починаючи з III тисячоріччя до н. е. у більшості країн Старого світу стали з'являтися вироби з олов'яної бронзи, тобто з міді, у якій основним легуючим елементом було олово і яка стала поступово витісняти мідно-арсенові сплави. Поява в стародавності олов'яної бронзи ознаменувало початок нової епохи в історії розвитку людства, що визначена як бронзова доба. Стародавні мідно-олов'яні предмети продовжують знаходити в пам'ятниках бронзової доби на величезному просторі Старого світу.
Очевидно, перехід від мідно-арсенових сплавів до мідно-олов'яних був поступовим, і спочатку олово присаджували до міді разом з арсеном. Цим пояснюється, що в країнах Близького Сходу і в деяких інших регіонах у початковому періоді бронзової доби олов'яна бронза містить олово разом з арсеном. Винятком є давні бронзи Таїланду, що не містять домішок арсену.
Відомості про найдавніші мідно-олов'яні знахідки:
| Країна                        | Дата (до н. е.) | Легуюча домішка (Sn), % | Легуюча домішка (As), % |
| ----------------------------- | --------------- | ----------------------- | ----------------------- |
| Таїланд                       | 3600            | 2,50                    | -                       |
| Іран                          | 3000            | 3,00                    | 1,1                     |
| Азербайджан                   | 3000 — 2500     | 0,97                    | 1,3                     |
| Ірак                          | 2800 — 2500     | 2,40                    | -                       |
| Туреччина (Троя II)           | 2500 — 2000     | 2,18                    | 0,97                    |
| Пакистан                      | 2100 — 1700     | 1,20                    | -                       |
| Єгипет (Гробниця Тутанхамона) | 2000 — 1800     | 1,80                    | Сліди                   |
| Англія                        | 1700            | 1,54                    | 2,9                     |

Вважається, що олово додавали до міді у вигляді його двоокису, тобто каситериту. Відновлення олова в шихті з мідною рудою і з деревним вугіллям — процес простіший, ніж ізольоване відновлення олова з наступною його присадкою до міді.
Більшість відомих у світі родовищ каситериту (SnO2) знаходиться в Малайзії, Індонезії, Китаї, Болівії, на Британських островах, Саксонії, Богемії, Нігерії. Досить часто як один з центрів постачання оловом бронзової металургії відзначається Богемія. Але родовища олова там залягають глибоко у гранітах, так що навряд чи вони були доступні стародавньому рудокопу. Також малоймовірним є вивіз олова з Британських островів до II тисячоріччя до н. е. Вивчення стародавніх олов'яних предметів в Англії показало, що виплавляння олова почалася на Британських островах у пізніший час, переважно в епоху Римського панування.
Останнім часом висловлюється міркування, що стародавня бронзова металургія на Близькому і Середньому Сході, а також на Кавказі, забезпечувалася оловом з родовищ каситериту на Малайському архіпелазі та у сусідніх з ним країнах. Ці родовища розташовані в «олов'яному поясі», що простирається, починаючи з Індонезії, через Сінгапур, Малайський півострів, Південно-Східний Китай. Існує думка, що доставка олова з країн Південно-Східної Азії відбувалася не тільки морським шляхом, але і сухопутним — караванним.
Присадка олова до міді, починаючи з мінімальних часток відсотка, поліпшує її ливарні якості та змінює пластичність сплаву. Бронзи, що містять до 5 % олова, допускають холодне кування та волочіння, при більшому вмісті олова — можлива тільки гаряча обробка. З підвищенням вмісту олова крихкість бронзи збільшується. Бронзи, що містять до 30 % олова, дробляться під молотком.
Невелика добавка олова до міді знижує її точку плавлення, наприклад, мідь з 5 % олова плавиться при 1050 °C, з 10 % — при 1005 °C, з 15 % — при 960 °C.

## Інші бронзи
У давнину через дорожнечу олова, яке у більшості країн було привізним і доставлялося нерегулярно, плавильники заміняли його, цілком або частково, іншими легуючими металами: арсеном, сурмою, свинцем, нікелем, а пізніше цинком. Тому склад стародавніх олов'яних бронз різнорідний.
У Стародавньому Єгипті і Межиріччі використовували сурм'яні бронзи. У Закавказзі, де було багато розробок антимоніту (сурм'яної руди) переважно застосовувалися мідно-сурм'яні сплави, а не металева сурма. Крихкість останньої не дозволяла широко використовувати сам метал для виготовлення з нього предметів.
У стародавній металургії для легування міді замість дорогого олова іноді використовували свинець. Також його приплавляли до міді разом з оловом. Приплав міг здійснюватися або безпосереднім внесенням металевого свинцю в розплавлену мідь, або спільною відбудовною плавкою мідних і свинцевих руд. Виплавка мідно-свинцевих сплавів вимагала високої майстерності плавильників через розшарування металів у процесі плавки внаслідок великої різниці в питомій вазі. Виплавка полегшувалася наявністю в міді інших металів-домішок. Попри низьку точку плавлення свинцю (327 °C), його приплав до міді не викликає істотного зниження температури плавлення сплаву.
Бронзові предмети з високим вмістом нікелю (до 3,3 %) знайдено в Індії. Про досить широке поширення нікелевих бронз свідчить виявлений бронзовий предмет, у якому було 2,7 % олова і 8,9 % нікелю. Високий вміст нікелю, характерний для майкопської міді III тисячоріччя до н. е., пояснюють характером мідних руд з домішкою нікелю. Серед анатолійских виробів виявилося чимало таких, що містять до 4 % нікелю, а в окремих випадках навіть більше. Однак у всіх випадках високий вміст нікелю супроводжувався також підвищеним вмістом арсену (до 3 %) або олова. Аналогічна залежність встановлена для деяких мідно-арсенових предметів, знайдених на Північному Кавказі, в Азербайджані, Грузії.

## Бронза в Україні

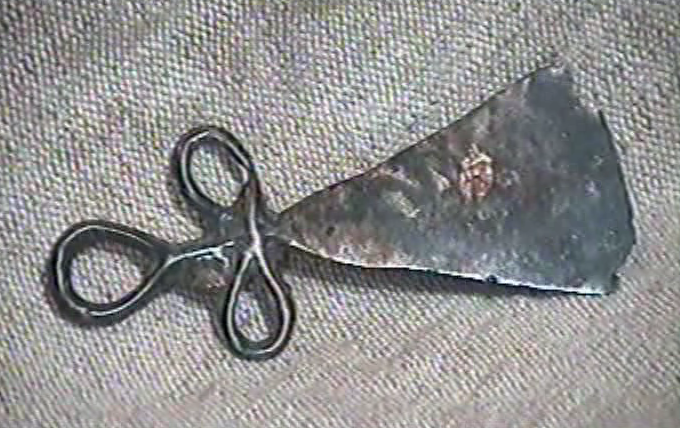
Ритуальний ніж-кулон бронзової доби, знайдений в Україні (Львівський історичний музей)

Металургія міді з'явилася на території України в V тис. до н. е. разом з трипільськими племенами і пов'язана своїм походженням з Балканами. У мідну добу в археологічних культурах в Україні з'явилися перші мідні вироби й почалося власне виробництво. Руду могли видобувати в балканських родовищах, а метал виплавляли на значній відстані від родовищ. Так, на ранньотрипільському поселенні Олександрівка (Одещина) знайдено кам'яні рудодробилки, на яких імпортовану за сотні кілометрів сировину подрібнювали перед збагаченням[джерело?]. Використовували також нечисленні поклади самородної міді, одне з таких родовищ — біля с. Великий Мідськ на Волині[джерело?]. Можливе також використання місцевих покладів сировини — у Подністер'ї, Буго-Дніпровському межиріччі.
Наприкінці мідної доби трипільці навчилися не тільки плавити мідь, а й додавати до неї арсен, а потім і олово для одержання бронзи. Переважала ковальська обробка металу, якою трипільські майстри володіли досконало. Згодом значною мірою розширився асортимент виробів — як прикрас, так і знарядь праці, переважна кількість яких виготовлена на місці. Продовжуючи ковальські традиції попереднього етапу, трипільські майстри опанували фігурне кування та лиття — як у відкриті, так і у складні закриті форми.
Трипільці й близькосхідне населення практично одночасно опанували спочатку мідь, потім її сплави. В Трипіллі з'явилися сплави міді та срібла, в Месопотамії — сплави міді та свинцю. А згодом одночасно поширилися бронзові вироби[джерело?].

## Властивості бронзи, сучасне маркування та використання бронзи
Бронзи мають високі механічні і антифрикційні властивості, корозійну стійкість, добрі ливарні властивості та оброблюваність різанням.
Бронзи маркуються літерами Бр. Легуючі елементи позначаються початковою літерою назви цього елемента: А — алюміній, Б — берилій, Ж — залізо, К — кремній, Мг — магній, Мц — марганець, Н — нікель, О — олово, С — свинець, Ф — фосфор, Ц — цинк за буквами вказується вміст легуючих елементів у процентах.
- Бронзи олов'яні, що обробляються тиском (ГОСТ 5017-74[3]):
  - БрО6,5Ф0,4 (олова 6,5 %, фосфору 0,4 %, решта — мідь). Має міцність 343…442 МПа, твердість 67…87 HB. Виготовляють пружини, деталі машин;
  - БрО4Ц3; (олова 4 %, цинку 3 %, решта — мідь). Має міцність 295…392 МПа, твердість 48…67 HB. Струмопровідні пружини, контакти штепсельних рознять, деталі хімічної апаратури;
  - БрО7Ф0,2 (олова 7 %, фосфору 0,2 %, решта — мідь). Має міцність 372…442 МПа, твердість 82…92 HB. Виготовляють пружини, зубчасті колеса, втулки, прокладки високонавантажених машин;
- Бронзи олов'яні ливарні (ГОСТ 613-79[4]):
  - БрО3Ц7С5Н1 (олова 3 %, цинку 7 %, свинцю 5 %, нікелю 1 %, решта — мідь). Має міцність 176…206 МПа, твердість 60 HB. Деталі, що працюють в маслі, парі чи прісній воді.
  - БрО5Ц5С5 (олова 5 %, цинку 5 %, свинцю 5 %, решта — мідь). Має міцність 147…176 МПа, твердість 60 HB. Арматура, антифрикційні деталі, вкладиші підшипників.
  - БрО10Ц2. Має міцність 216…225 МПа, твердість 64…74 HB. Використовують для виготовлення підшипників, парової і водяної арматури, деталей тертя, антифрикційних деталей та гребних гвинтів;
  - БрО10С10. Має міцність 176…196 МПа, твердість 67…74 HB. Використовують для виготовлення підшипників ковзання, що працюють при високих питомих навантаженнях.
- Бронзи безолов'яні, що обробляються тиском (ГОСТ 18175-78[5]):
  - БрА7 (алюмінієва бронза). Має міцність 432…490 МПа, твердість 63…72 HB. Деталі для хімічного машинобудування, ковзні контакти;
  - БрК3Мц1 (кремниста бронза). Вміст кремнію- 3 %, марганцю- 1 % Має міцність 343…392 МПа, твердість 66…77 HB. Деталі всіх видів для хімічних апаратів, пружини і пружні деталі, деталі для суднобудування, а також зварних конструкцій.
  - БрК1Н3 (марганцева бронза). Має міцність 392…442 МПа, твердість 67…77 HB. Відповідальні деталі в моторобудуванні, напрямні втулки.
  - БрКд1(CuCd1), БрМг0,3 (кадмієва і магнієва бронзи). Мають міцність 256…332 МПа, твердість 48…67 HB. Колектори електродвигунів, деталі машин контактного зварювання та інші деталі.
  - БрБ2 (берилієва бронза). Має міцність 392…588 МПа, твердість 125…144 HB. Після термічної обробки (гартування і старіння) має міцність 1300…1400 МПа, а твердість 280…300 НВ. Виготовляють відповідальні пружини та мембрани, пружні контакти в електричних пристроях, а також, безіскровий інструмент.
- Бронзи безолов'яні ливарні (ГОСТ 493-79[6]). Мають високу міцність, антифрикційність, застосовуються для виготовлення деталей, що працюють у важких умовах:
  - БрА10Ж3Мц2. Має міцність 578 МПа, твердість 98…118 HB. Виготовляються зубчасті колеса, втулки, клапани;
  - БрС30, БрС30Н2 (свинцева бронза). Має міцність 490 МПа, твердість 25 HB. Використовують для виготовлення важконавантажених підшипників;
  - БрА10Ж4Н4Л. Має міцність 578 МПа, твердість 157…167 HB. Деталі хімічної і харчової промисловості, а також деталі, що працюють при підвищених температурах.